# Port Alsworth
Port Alsworth est une localité d'Alaska (CDP) aux États-Unis dans le borough de Lake and Peninsula. En 2010, il y avait 159 habitants.
Elle est située sur la rive est du lac Clark, à 35 km au nord-est de Nondalton à l'intérieur du parc national et réserve nationale de Lake Clark.
Les températures moyennes vont de −14 °C à −1 °C en janvier, et de 6 °C à 17 °C en juillet.
À l'origine, c'était un village indigène. Actuellement, ce n'est plus le cas, le lieu est essentiellement tourné vers les activités touristiques, fournissant hébergement et approvisionnement pour une population saisonnière estivale.

## Démographie
| 1940 | 1960 | 1990 | 2000 | 2010 | - |
| ---- | ---- | ---- | ---- | ---- | - |
| 18   | 34   | 55   | 104  | 159  | - |

## Sources et références
- (en) Cet article est partiellement ou en totalité issu de l’article de Wikipédia en anglais intitulé « Port Alsworth, Alaska » (voir la liste des auteurs).
- (en) CIS

1. ↑  (en) « Statistiques des États-Unis - Alaska - Profils des communautés de 2010 » (consulté en avril 2021)